# Communauté de communes des Hauts du Doubs
La communauté de communes des Hauts du Doubs est une ancienne communauté de communes française, située dans le département du Doubs et la région Bourgogne-Franche-Comté.

## Historique
La communauté a fusionné le 1er janvier 2017 avec celle des communes du Mont d'Or et des deux Lacs pour constituer la communauté de communes des Lacs et Montagnes du Haut-Doubs. 

## Composition
La communauté de communes des Hauts du Doubs regroupe les treize communes suivantes :
| Nom                    | Code Insee | Gentilé          | Superficie (km2) | Population (dernière pop. légale) | Densité (hab./km2) |
| ---------------------- | ---------- | ---------------- | ---------------- | --------------------------------- | ------------------ |
| Mouthe (siège)         | 25413      | Meuthiards       | 38,73            | 1 022 (2014)                      | 26                 |
| Brey-et-Maison-du-Bois | 25096      | Les Cabas        | 6,18             | 100 (2014)                        | 16                 |
| Chapelle-des-Bois      | 25121      | Chapelands       | 39,69            | 255 (2014)                        | 6,4                |
| Châtelblanc            | 25131      | Castelblanciens  | 20,79            | 122 (2014)                        | 5,9                |
| Chaux-Neuve            | 25142      | Chauniers        | 28,31            | 303 (2014)                        | 11                 |
| Le Crouzet             | 25179      | Crouzatiers      | 3,77             | 57 (2014)                         | 15                 |
| Gellin                 | 25263      | Alouniers        | 4,87             | 233 (2014)                        | 48                 |
| Petite-Chaux           | 25451      | Petits-Chauliens | 9,81             | 150 (2014)                        | 15                 |
| Les Pontets            | 25464      | Pontessiens      | 6,36             | 139 (2014)                        | 22                 |
| Reculfoz               | 25483      | Reculfotiers     | 2,54             | 45 (2014)                         | 18                 |
| Rondefontaine          | 25501      | Rondefontains    | 2,72             | 28 (2014)                         | 10                 |
| Sarrageois             | 25534      | Sarrazins        | 13,22            | 175 (2014)                        | 13                 |
| Les Villedieu          | 25619      |                  | 15,07            | 203 (2014)                        | 13                 |